# Cerreto Castello
Cerreto Castello – miejscowość i gmina we Włoszech, w regionie Piemont, w prowincji Biella.
Według danych na styczeń 2009 gminę zamieszkiwało 639 osób przy gęstości zaludnienia 236,7 os./1 km².